# 333 Badenia
A 333 Badenia (ideiglenes jelöléssel 1892 A) a Naprendszer kisbolygóövében található aszteroida. Maximilian Franz Joseph Cornelius Wolf fedezte fel 1892. augusztus 22-én.